# Rudolf Morf
Rudolf Morf (* 23. März 1839 in Stadel, damals zur selbständigen Gemeinde Oberwinterthur gehörend; † 7. Mai 1925 in Zürich, heimatberechtigt in Nürensdorf, seit 1892 in Zürich) war ein Schweizer Gewerkschafter und Politiker (SP).

## Biografie
Rudolf Morf kam am 23. März 1839 in Stadel als Sohn des Schreiners Hans Rudolf Morf und der Elisabetha geborene Weilenmann zur Welt. Morf, beruflich als Metallarbeiter beschäftigt, engagierte sich seit 1868 in der Zürcher Arbeiterbewegung, unter anderem als Mitgründer der Produktivgenossenschaft der Metallarbeiter. In weiterer Folge war er in den Jahren 1889 bis 1924 als Adjunkt im Schweizerischen Arbeitersekretariat unter Herman Greulich tätig. Dazu stand er dem Schweizerischen Gewerkschaftsbund zwischen 1890 und 1891 als Präsident vor. Ferner gehörte er 1874 zu den Mitgründern des Grütliturnverbands, des heutigen Schweizerischen Arbeiter-Turn- und Sportverbandes (SATUS).
Morf heiratete im Jahr 1873 Maria Barbara, die Tochter des Martin Götz. Er verstarb am 7. Mai 1925 im Alter von 86 Jahren in Zürich.

## Politische Ämter
Rudolf Morf, Mitglied der Sozialdemokratischen Partei, war in den Jahren 1892 bis 1904 im Grossen Stadtrat von Zürich vertreten. Darüber hinaus nahm Morf von 1872 bis 1875 Einsitz in den Zürcher Kantonsrat.